# Lantz
Lantz település Spanyolországban, Navarra autonóm közösségben. Lantz Ultzama, Baztan, Anue és Arraitz-Orkin községekkel határos. Lakosainak száma 151 fő (2024).

## Népesség
A település népessége az elmúlt években az alábbi módon változott:
| Lakosok száma | 118  | 124  | 117  | 113  | 140  | 149  | 153  | 148  | 151  | 151  |
|               | 2001 | 2004 | 2007 | 2009 | 2012 | 2014 | 2017 | 2019 | 2022 | 2024 |